# Bluey (série télévisée d'animation)
Pour les articles homonymes, voir Bluey.
Bluey est une série télévisée d'animation australienne pour enfants créée par Joe Brumm, produite par Ludo Studio, et diffusée depuis le 1er octobre 2018 sur ABC Kids. La série a été commandée conjointement par la Australian Broadcasting Corporation et la British Broadcasting Corporation, la BBC détenant les droits mondiaux de distribution et de commercialisation. La série est diffusée en TVNZ 2 en Nouvelle-Zélande et à l'international sur Disney Junior et Disney+.
La série a toujours reçu une forte audience des téléspectateurs en Australie. Elle est reconnue comme l’émission la plus regardée de l’histoire de la vidéo à la demande et du service de télévision ABC iview. Elle a remporté un Logie Award pour le programme pour enfants les plus remarquables en 2019.
En France et en Belgique, la série est diffusée sur Disney Junior, puis rediffusée régulièrement sur Disney Channel et depuis le 10 avril 2021 sur France 5 dans le cadre du bloc de programmation Okoo. Depuis le 29 janvier 2021, la série est également proposée sur la plateforme de streaming Disney+ et depuis début septembre 2024 sur France 4 aussi dans le bloc de programmation Okoo.

## Synopsis
La série est inspirée par la ville de Brisbane en Australie et suit Bluey, un chiot anthropomorphe femelle de six ans, bouvier australien, caractérisé par son abondance d’énergie, son imagination et sa curiosité. La jeune chienne vit avec son père, Bandit ; sa mère, Chilli ; et sa petite sœur, Bingo, qui rejoignent régulièrement Bluey dans des aventures incarnant un jeu imaginatif. Les thèmes principaux sont la famille, le développement et la culture australienne. Tous les personnages représentent une race de chien particulière.
La série a été créée et produite entièrement en Australie, avec l’investissement de Screen Australia et de Screen Queensland.

## Personnages
Les voix des personnages enfants sont doublées par les enfants de l'équipe de production de la série, qui ne sont pas crédités comme interprètes vocaux.

### Personnages principaux
- Bluey (VFB : Nina Ringelheim (saisons 1-2) puis Lise Theisen (saison 3)), un chiot (femelle) Blue Heeler âgée de six ans, curieuse et énergique.
- Bingo (VFB : Eledwen Janssen (saison 1), Fleur Deman (saison 2) puis Carmen Levrau (saison 3)) , la sœur cadette de Bluey, âgée de cinq ans, un chiot Red Heeler.
- Bandit (en) (VO : David McCormack ; VFB : Franck Dacquin), le père de Bluey et de Bingo, qui est archéologue.
- Chilli (VO : Melanie Zanetti ; VFB : Fabienne Loriaux), mère de Bluey et de Bingo, Red Heeler, qui travaille à temps partiel dans la sécurité des aéroports.

### Personnages récurrents
- Muffin, la cousine de Bluey et Bingo.
- Socks, la sœur cadette de Muffin (et donc la cousine de Bluey et de Bingo) qui est très jeune et apprend encore à marcher et à parler.
- Oncle Stripe (VO : Dan Brumm), frère de Bandit et père de Muffin et de Socks.
- Tante Trixie (VO : Myf Warhurst), épouse d'Oncle Stripe et mère de Muffin et de Socks.
- Chris (VO : Chris Brumm ; VFB : Carine Seront), mère de Stripe et de Bandit, et grand-mère de leurs enfants.
- Bob (VO : Ian McFadyen), père de Stripe et de Bandit, et grand-père de leurs enfants.
- Mme Retriever (VO : Ann Kerr), un Golden retriever et professeur de maternelle de Bingo.
- Calypso (VO : Megan Washington), une berger australienne et professeure de Bluey.
- Mackenzie, un Border Collie, ami de Bluey
- Chloé, une Dalmatien, amie de Bluey
- Honey, un Beagle, ami de Bluey
- Coco, une Caniche, amie de Bluey
- Snickers, un Teckel, ami de Bluey

### Guest stars notables
- Le vétérinaire Corgi (VO : Stephanie Bendixsen), un vétérinaire à qui Bluey et Bandit ont apporté un oiseau blessé.
- Surfer (VO : Layne Beachley), un berger des Shetland passionné de surf.
- Infirmière (VO : Charlotte Nicdao), une infirmière qui s'occupe de Bingo pendant son séjour à l'hôpital.
- Maman d'Indy (VO : Myf Warhurst), un lévrier afghan et mère de l'ami de Bluey, Indy, qui tient un marché et aime la musique.

## Production

### Développement
En juillet 2017, l'Australian Broadcasting Corporation et la British Broadcasting Corporation ont co-commandé la série en tant que série d'animation pour enfants devant être développée par la société de production Ludo Studio, dans le Queensland,. La production a reçu un financement de Screen Australia, la mise en scène s'appuyant sur le climat semi-tropical unique du Queensland. Créée par Joe Brumm, la série s’inspire de son expérience dans l’éducation de ses deux filles. Brumm voulait montrer l’importance de la participation des enfants à des jeux imaginatifs, en créant le personnage principal Bluey en tant que bouvier australien, afin de donner à la série une voix australienne. Brumm avait déjà travaillé au Royaume-Uni sur des programmes tels que Peppa Pig et avait décidé de créer Bluey comme une réplique du programme destiné à un public australien. Il a conçu l'idée de manière indépendante en 2016 et a contacté Ludo Studio pour le développer. La série a été présentée au Sommet asiatique d'animation en 2016 et a été remarquée par les dirigeants d'ABC et de la BBC pour le ton unique qu'ils recherchaient. Les deux réseaux ont commandé 52 épisodes de sept minutes chacun, la BBC ayant investi 30% du financement et acquis les droits mondiaux pour la distribution et le marchandisage,. La série a été entièrement produite en Australie par une équipe locale, dont beaucoup étaient de nouveaux animateurs originaires de Brisbane. Le programme a été annoncé pour une première en Australie sur ABC Kids, suivie d'une première britannique sur CBeebies,.
La première série a été diffusée en Australie sur ABC Kids le 1er octobre 2018, avec 26 épisodes diffusés quotidiennement. Les 26 autres épisodes de la série ont commencé à être diffusés le 1er avril 2019.
En mars 2019, il a été annoncé que la production d'une deuxième série de 52 épisodes avait commencé. La commande de la série a été officiellement annoncée en mai avec une date de sortie prévue en 2020.
Le 13 juin 2019, la série a été acquise par Disney pour faire sa première internationale sur le réseau de télévision Disney Junior et le service de diffusion en continu Disney+ sur tous les territoires internationaux à partir de la fin de 2019,,,.

### L'écriture
Les histoires présentées décrivent Bluey et Bingo se livrant à des jeux imaginatifs. Brumm voulait montrer que des jeux auto-dirigés et non structurés sont naturels pour former et permettre aux enfants de se développer. Les épisodes montrent les parents comme des guides pour leurs enfants, ce qui leur permet d'explorer leur environnement immédiat de manière autonome, en leur donnant la possibilité de « pratiquer les rôles d'adultes ». Brumm s'est inspiré en regardant ses deux enfants jouer, ce qu'il a décrit comme « aussi naturel que de respirer », et a déclaré que les messages de Bluey sont universels. et déclaré que ses événements quotidiens lui fournissaient des idées de scripts. Les scripts du programme montrent comment les enfants peuvent utiliser le jeu pour apprendre des leçons et intégrer le monde des adultes au sien. Brumm a déclaré qu'il avait découvert l'importance de l'apprentissage basé sur le jeu après que sa fille eut eu des difficultés avec l'éducation classique, ce qui l'avait conduit à exclure des éléments de lecture, d'écriture et de calcul dans Bluey et à se concentrer sur la représentation des compétences pour la vie. Le programme a été conçu pour être une expérience de co-vision que les parents et leurs enfants peuvent apprécier ensemble,.

## Épisodes

### Saison 1 (2018-2019)
1. Le Xylophone magique (Magic Xylophone)
2. A l'hôpital (Hospital)
3. Reste en l'air (Keepy Uppy)
4. Papa-Robot (Daddy Robot)
5. La Terre à L'ombre (Shadowlands)
6. Le Week-end (The Weekend)
7. Le Barbecue (BBQ)
8. La Chauve-souris (Fruitbat)
9. À cheval ! (Horsey Ride)
10. L'Hôtel (Hotel)
11. La Bicyclette (Bike)
12. Bob, le Bilby (Bob Bilby)
13. Les Espions (Spy Game)
14. Plats à Emporter (Takeaway)
15. Papillons (Butterflies)
16. Le Ballon de Yoga (Yoga Ball)
17. Calypso (Calypso)
18. Le Médecin (The Doctor)
19. La Pince (The Claw)
20. Le Marché (Markets)
21. Les montagnes bleues (Blue Mountains)
22. La Piscine (The Pool)
23. Le Magasin (Shops)
24. Le Chariot (Wagonride)
25. Taxi (Taxi)
26. La Plage (The Beach)
27. Les Pirates (Pirates)
28. Les Grand-mères (Grannies)
29. La Crique (The Creek)
30. Les fées (Fairies)
31. Le travail (Work)
32. Bumpy et le vieux lévrier sage (Bumpy and the Wise Old Wolfhound)
33. Le Trampoline (Trampoline)
34. La déchetterie (The Dump)
35. Le zoo (Zoo)
36. Voyages en sacs à dos (Backpakers)
37. L'aventure (The Adventure)
38. Imitation (Copycat)
39. La soirée Pyjama (The Sleepover)
40. Le bébé prématuré (Early Baby)
41. Les mamans et les papas (Mums and Dads)
42. Cache-cache (Hide and Seek)
43. Camping (Camping)
44. Le Mont Papamaman (Mount Mumandad)
45. Le jeu des enfants (Kids)
46. Ratpoulet (Chickenrat)
47. Les Voisins (Neighbours)
48. Taquineries (Teasing)
49. L'asperge (Asparagus)
50. Shaun (Shaun)
51. Papa mets Bingo et Bluey au lit (Daddy Putdown)
52. Le Père Noël de la Véranda (Verandah Santa)

### Saison 2 (2020-2021)
1. Le Jeu du mode danse (Dance Mode)
2. La Cabane à outils (Hammerbarn)
3. Plume-baguette (Featherwand)
4. Le Squash (Squash)
5. Au salon de coiffure (Hairdressers)
6. La Fête des souches (Stumpfest)
7. Ce que je préfère (Favourite Thing)
8. C'est papa qui nous emmène ! (Daddy dropoff)
9. Bingo ! (Bingo)
10. L'Île au Tapis (Rug island)
11. Les Devinettes (Charades)
12. Le Gecko collant (Sticky Gecko)
13. Papa bébé (Dad baby)
14. L'École des mamans (Mum school)
15. Les Trains (Trains)
16. L'Armée (Army)
17. Le Restaurant de luxe (Fancy restaurant)
18. Les Jambes fatiguées (Piggyback)
19. Le Spectacle (The show)
20. Les Crabes chatouilleurs (Ticklecrabs)
21. Évasion (Escape)
22. Le Bus (Bus)
23. Les Reines (Queens)
24. Le Meuble en kit (Flat pack)
25. L'Hélicoptère (Helicopter)
26. C'est l'heure de dormir (Sleepytime)
27. Grand-père (Grandad)
28. La Balançoire (Seesaw)
29. Au cinéma (Movies)
30. La Bibliothèque (Library)
31. Les Petits Bateaux (Barky Boats)
32. Le Jeu du fast food (Burger Shop)
33. Le Cirque (Circus)
34. L'École de natation (Swim School)
35. Au café (Café)
36. La Factrice (Postman)
37. Le Jeu du silence (The Quiet Game)
38. Monsieur le singe en culotte (Mr Monkeyjocks)
39. Deux Baby-sitters (Double Babysitter)
40. La Mauvaise Humeur (Bad Mood)
41. La Pieuvre (Octopus)
42. Le Soir des poubelles (Bin Night)
43. La Collerette de Muffin (Muffin Cone)
44. Le Gâteau Canard (Duck Cake)
45. Le Poirier (Handstand)
46. Le Trajet en voiture (Road Trip)
47. Les Glaces (Ice Cream)
48. Le Petit Coin (Dunny)
49. La Machine à écrire (Typewriter)
50. La Course des bébés (Baby Race)
51. Le Grand Bain de Noël (Christmas Swim)
52. Pâques (Easter)

### Saison 3 (2021-2024)
1. La Chambre (Bedroom)
2. La Course d'obstacles (The obstacle course)
3. Les Promesses (Promises)
4. L'Omelette (Omelette)
5. Né hier (Born Yesterday)
6. Mini Bluey (Mini Bluey)
7. Monsieur Licorne (Unicorse)
8. La Quête du curry (Curry Quest)
9. La Magie (Magic)
10. Le Jeu d'échasse (Chest)
11. Le Chien de berger (Sheep Dog)
12. Le Ménage (Housework)
13. Passe le paquet (Pass the Parcel)
14. Parfait (Perfect)
15. Les Explorateurs (Explorers)
16. Les Téléphones (Phones)
17. Le Pavlova (Pavlova)
18. La Pluie (Rain)
19. Les Livreuses de pizza (Pizza Girls)
20. En voiture (Driving)
21. Tina (Tina)
22. La Recherche des baleines (Whale Watching)
23. L'Appel vidéo (Faceytalk)
24. La Poupée de chiffon (Ragdoll)
25. Le Conte de fée (Fairytale)
26. Le Petit Bisou (Smoochy Kiss)
27. La Réunion de famille (Family Meeting)
28. Les Statues musicales (Musical Statues)
29. Les Histoires (Stories)
30. Les Marionnettes (Puppets)
31. Bébé Tortue (Turtleboy)
32. Les Combinaisons (Onesies)
33. Les Artisans (Tradies)
34. Le Scooter à Mamies (Granny Mobile)
35. L'Espace (Space)
36. La Terre (Dirt)
37. La Belle (The Decider)
38. L'Espace réduit (Cubby)
39. Les Exercices (Exercise)
40. Détends-toi (Relax)
41. L'Oiseau-Bâton (Stickbird)
42. Montrer et Expliquer (Show and Tell)
43. Le Dragon (Dragon)
44. Les Filles de la Forêt (Wild Girls)
45. Le Magasin de la Télé (TV Shop)
46. Les Glissades (Slide)
47. Le Cricket (Cricket)
48. Le Panier-fantôme (Ghostbasket)
49. Le Panneau (The Sign)
50. La Surprise (Surprise)

## Accueil

### Audiences
En 2018, Bluey a enregistré un nombre élevé de téléspectateurs tout au long de sa première diffusion sur ABC Kids en Australie. Il s'agit de l'émission pour enfants la plus regardée sur toutes les chaînes en 2018. Copycat, l'épisode le plus coté de l'émission, a été diffusé pour la première fois le 12 avril 2019 devant 313 000 téléspectateurs. Il s’agissait de l’émission la plus regardée sur l’ensemble des chaînes multicanaux gratuites et de la dix-septième émission la plus regardée.
En mars 2019, il a été signalé que Bluey était devenu le programme le plus téléchargé dans l'histoire de la chaîne ABC de la vidéo à la demande et de la télévision en replay de ABC iView, avec 21,3 millions d'épisodes joués depuis sa création. En juin, ce chiffre était passé à 90 millions d’épisodes.

### Accueil critique
Bluey a reçu un accueil positif et les producteurs ont déclaré que le studio avait reçu quotidiennement des courriels des fans de la part des parents de jeunes téléspectateurs. Philippa Chandler de The Guardian a félicité la série pour son « script pointu » et sa description de la vie de famille quotidienne, tout en notant que son origine dans le Queensland la distinguait des autres dessins animés à la télévision.
La série a reçu des éloges pour sa représentation de Bandit Bouvier en tant que figure paternelle positive. Le personnage a été félicité pour sa nature patiente, sa volonté de faire le ménage et de jouer avec ses enfants. Bandit a été décrit comme « plus émotionnellement intelligent » que le père de Peppa Pig. Brumm a déclaré que la série avait rappelé aux pères « d'être plus enjoués avec leurs enfants ». Chandler a noté le « caractère poignant inattendu » de l'épisode À emporter, dans lequel Bandit fait une observation sur la nature éphémère de l'enfance.

### Distinctions
| Année | Prix         | Catégorie                                  | Bénéficiaire | Résultat | Ref.   |
| ----- | ------------ | ------------------------------------------ | ------------ | -------- | ------ |
| 2019  | Logie Awards | Programme pour enfants le plus remarquable | Bluey        | Lauréat  | [ 14 ] |

## Merchandising et produits dérivés
En avril 2019, BBC Studios noue un partenariat avec Penguin Random House Australia en vue de publier trois livres Bluey avant la fin de 2019. The Beach, Fruit Bat et un livre d'activités avec autocollants intitulé Time to Play sont publiés le 5 novembre 2019. En 2024, des versions audio sont enregistrées, avec les voix des sœurs Kylie Minogue et Dannii Minogue ainsi que celles d'Eva Mendes, la Française Camille Cottin, le plongueur Tom Daley, Bindi Irwin, Romesh Ranganathan, Suranne Jones, Jenna Fischer, Jordan Fisher et Rob Delaney.
En juin 2019, Moose Toys est nommé partenaire mondial de Bluey pour les jouets, révélant son intention de lancer des jouets en Australie d'ici à la fin de 2019, puis aux États-Unis.